# Navadni rožmarin
Navádni róžmarin (tudi rožmarín, znanstveno ime Rosmarinus officinalis) je vednozelen grm iz družine usnjatic. Zraste do dva metra visoko. Ima iglaste, usnjate liste in bledo modre ali bele cvetove. V kuhinji se uporabljajo sveži ali posušeni listki. Razmnožuje se s potaknjenci.

## Uporaba v kulinariki
Rožmarin se je najprej uporabljal v verskih kultih in v zdravilstvu, šele kasneje je našel pot v kuhinjo. Odlično se ujema z mesom. V mediteranski kuhinji (predvsem v Italiji in Provansi) je zelo pomembna začimba.

## Uporaba kot dišava
Rožmarin ima zelo močan vonj. Zaradi podobnega vonja se je uporabljal tudi kot nadomestek za kadilo.
Rožmarin je bil sestavina enega od prvih destiliranih parfumov, pri katerih se eterično olje kombinira z alkoholom. Po kraljici Elizabeti Madžarski se je imenoval madžarska voda. Kolonjska voda vsebuje še vedno rožmarin.
Rožmarin uporabljamo za pripravo:
- jedi iz paradižnika (od juhe preko omak do prilog)
- jedi iz gob, jajčevcev in bučk
- kvaše za divjačino in marinade za ribe
- pečeno jagnjetino
- temno meso
- domačega kunca